# Чубаровка (Пензенская область)
Чубаровка — село в Колышлейском районе Пензенской области, входит в состав Лачиновского сельсовета.

## География
Село расположено на берегу реки Камзолка в 13 км на юго-восток от центра сельсовета села Красная Горка и в 30 км на юг от районного центра посёлка Колышлей.

## История
Основано помещиком И.М. Чубаровым на земле, которую он приобрел в 1812 г. Крестьяне из Рязанской губернии, 10 семей. Позднее Чубаров переселил сюда «ссыльных» крестьян (за различные провинности) из Рязанской, Тамбовской и Пензенской губерний. Перед отменой крепостного права показан помещик И.М. Чубаров, 226 ревизских душ крестьян, 29 ревизских душ дворовых людей, 73 тягла (барщина), у крестьян 39 дворов на 21 дес. усадебной земли, 584 дес. пашни, 194,6 дес. сенокоса, у помещика 1294 дес. удобной полевой земли, сверх того 29 дес. неудобной земли. В 1877 г. — волостной центр Сердобского уезда Саратовской губернии, 89 дворов, церковь, 2 ветряные мельницы, базар. В 1911 г. – 141 двор, церковь, земское одноклассное училище (2 учителя, около 100 учеников; в 1916 г., соответственно, 2 и 88), фельдшерско-акушерский пункт. 
С 1928 года село являлось центром сельсовета Колышлейского района Балашовского округа Нижне-Волжского края (с 1939 года — в составе Пензенской области). В 1980-е гг. – центральная усадьба совхоза «Чубаровский». 22.12.2010 года Чубаровский сельсовет был упразднен, село вошло в состав Лачиновского сельсовета.
До 2010 года в селе действовала основная общеобразовательная школа.

## Население
| 1859 | 1877 | 1897 | 1911 | 1926 | 1939 | 1959 |
| ---- | ---- | ---- | ---- | ---- | ---- | ---- |
| 483  | ↗546 | ↗747 | ↗867 | ↘840 | ↘676 | ↘245 |
| 1979 | 1989 | 2002 | 2010 |      |      |      |
| ↗456 | ↗487 | ↗518 | ↘381 |      |      |      |

## Инфраструктура
В селе имеются фельдшерско-акушерский пункт, отделение почтовой связи.

## Достопримечательности
В селе расположена недействующая Церковь Казанской иконы Божией Матери (1852).